# 19e corps d'armée de montagne (Allemagne)
Pour les articles homonymes, voir 19e corps d'armée.
Le 19e corps d'armée de montagne (en allemand : XIX. Gebirgs-Armeekorps) était un corps d'armée de l'armée de terre allemande: la Heer au sein de la Wehrmacht pendant la Seconde Guerre mondiale.

## Hiérarchie des unités
| Nom          | Nbre d'hommes       | Unités subalternes                | Grade de commandement                 |
| ------------ | ------------------- | --------------------------------- | ------------------------------------- |
| Heeresgruppe | + 300 000           | 2 à + Armeen (Armées)             | Generaloberst ou Generalfeldmarschall |
| Armee        | + 100 000 - 300 000 | 2 à + Armeekorps (Corps d'armées) | General ou Generaloberst              |
| Armeekorps   | + 30 000 - 80 000   | 2 à + Divisionen (Division)       | Generalleutnant ou General            |
| Division     | + 10 000 – 20 000   | 2 à 6 Brigaden (Brigade)          | Generalmajor ou Generalleutnant       |
| Brigade      | + 3 000 – 5 000     | jusqu'à 3 Regimentern (Régiment)  | Oberst ou Generalmajor                |

## Historique
Le XIX. Gebirgs-Armeekorps est formé le 10 novembre 1942 à partir du Gebirgs-Armeekorps Norwegen.

Il est renommé Armee-Abteilung Narvik le 25 novembre 1944.

## Organisation

### Commandants successifs
| Date                               | Grade                     | Commandant             |
| ---------------------------------- | ------------------------- | ---------------------- |
| 10 novembre 1942 - 23 octobre 1943 | Generalfeldmarschall      | Ferdinand Schörner     |
| 23 octobre 1943 - 21 avril 1944    | General der Gebirgstruppe | Georg Ritter von Hengl |
| 21 avril 1944 - 25 novembre 1944   | General der Gebirgstruppe | Ferdinand Jodl         |

### Chef des Generalstabes
| Date                               | Grade       | Commandant      |
| ---------------------------------- | ----------- | --------------- |
| 10 novembre 1942 - 25 octobre 1943 | Oberst i.G. | Hans Degen      |
| 1er novembre 1943 - 5 février 1944 | Oberst i.G. | Hermann Hölter  |
| 5 février 1944 - 25 novembre 1944  | Oberst i.G. | Konrad Purucker |

### Officier d'Opération  (1. Generalstabsoffizier (Ia))
| Date                               | Grade               | Commandant       |
| ---------------------------------- | ------------------- | ---------------- |
| 10 novembre 1942 - 5 février 1943  | Oberstleutnant i.G. | Erwin Fußenegger |
| 5 février 1943 - 15 octobre 1943   | Oberstleutnant i.G. | Werner Vogl      |
| 15 octobre 1943 - 25 novembre 1944 | Major i.G.          | Klaus Becker     |

## Théâtres d'opérations
- Nord de la Finlande et Norvège : Novembre 1942 - Novembre 1944

## Ordre de batailles

### Rattachement d'Armées
| Date     | Armée             | Groupe d'Armées |
| -------- | ----------------- | --------------- |
| 1942     |                   |                 |
| Novembre | 20. Gebirgs-Armee | OKW             |
| 1943     |                   |                 |
| Janvier  | 20. Gebirgs-Armee | OKW             |
| 1944     |                   |                 |
| Janvier  | 20. Gebirgs-Armee | OKW             |

### Unités subordonnées
10 novembre 1942
- 6. Gebirgs-Division
- 2. Gebirgs-Division
- 214. Infanterie-Division
- 69. Infanterie-Division

7 juillet 1943
- 6. Gebirgs-Division
- 210. Infanterie-Division
- 2. Gebirgs-Division

26 décembre 1943
- 6. Gebirgs-Division
- 210. Infanterie-Division
- 2. Gebirgs-Division

20 mai 1944
- 6. Gebirgs-Division
- 210. Infanterie-Division
- Kampfgruppe Rossi
- Kampfgruppe Ost

16 septembre 1944
- 2. Gebirgs-Division
- 6. Gebirgs-Division
- 210. Infanterie-Division
- Kampfgruppe Rossi

## Sources
- (de) XIX. Gebirgs-Armeekorps sur lexikon-der-wehrmacht.de